# Terrero Colorado
Terrero Colorado är en ort i Mexiko.   Den ligger i kommunen Matlapa och delstaten San Luis Potosí, i den sydöstra delen av landet, 220 km norr om huvudstaden Mexico City. Terrero Colorado ligger 112 meter över havet och antalet invånare är 170.
Terrängen runt Terrero Colorado är kuperad åt nordväst, men åt sydost är den platt. Runt Terrero Colorado är det ganska tätbefolkat, med 67 invånare per kvadratkilometer. Närmaste större samhälle är Tamazunchale, 9,1 km söder om Terrero Colorado. I omgivningarna runt Terrero Colorado växer huvudsakligen savannskog.